# گولاندا
گولاندا (به لاتین: Goalanda) یک منطقهٔ مسکونی در بنگلادش است که در ناحیه راج‌باری واقع شده‌است. گولاندا ۱۴۹٫۰۳ کیلومتر مربع مساحت و ۹۱٬۶۷۵ نفر جمعیت دارد.